# St. Marien (Wiesbaden-Biebrich)

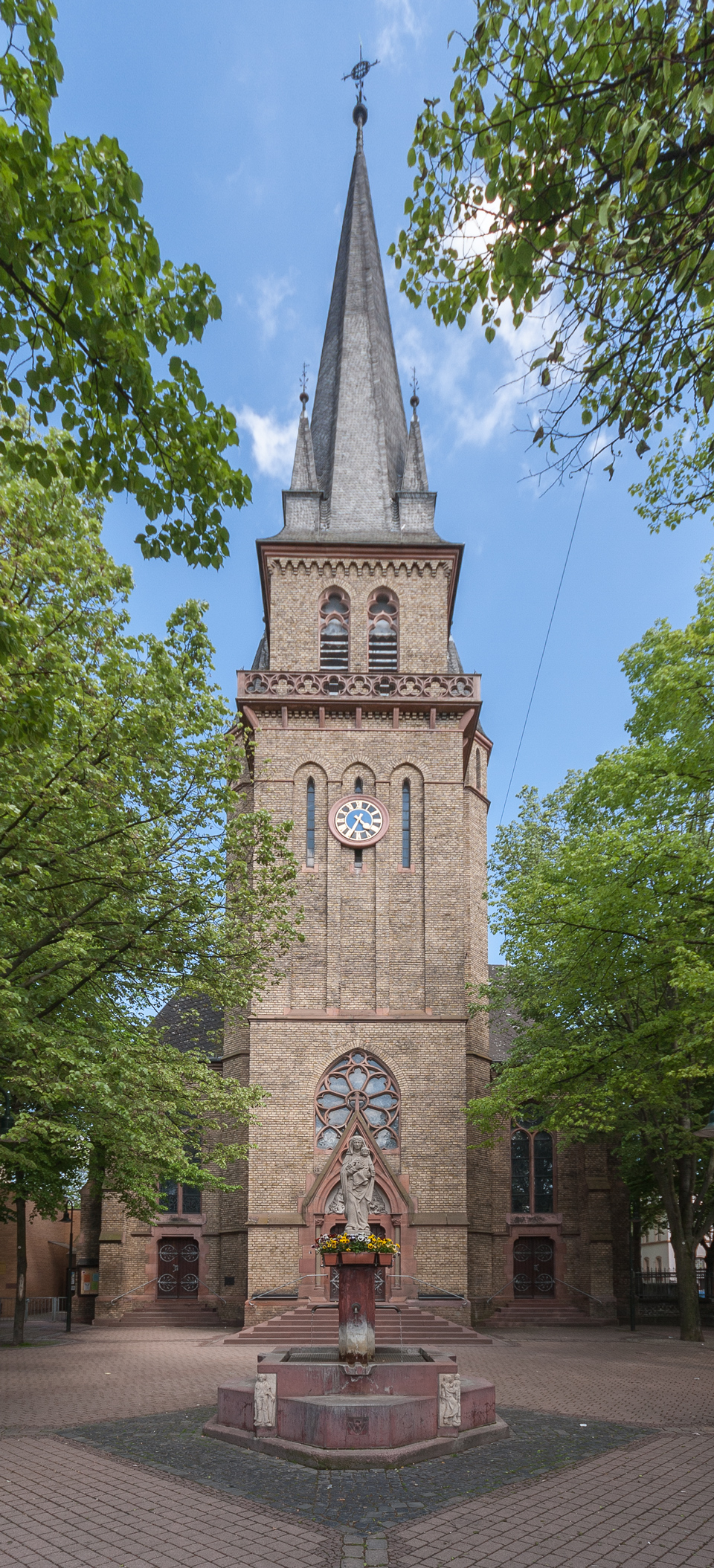
St. Marien

St. Marien in der Breslauer Straße 1 ist die älteste katholische Kirche in Wiesbaden-Biebrich.

## Bauwerk
Die von Hugo Schneider im Stil der Neogotik entworfene dreischiffige Basilika ohne Querhaus hat ein 30 Meter hohes Haupt- und zwei 20 Meter hohe Seitenschiffe. Die Chorabschlüsse sind oktogonal. Die Deckenkonstruktion weist ein Kreuzrippengewölbe auf, das von acht Säulen mit korinthischen Kapitellen und acht Diensten getragen wird.

## Geschichte
Katholiken lebten seit Anfang des 19. Jahrhunderts in Biebrich. Sie besuchten zunächst die Bonifatiuskirche in Wiesbaden. 1823 genehmigte Herzog Wilhelm von Nassau katholische Sonntagsgottesdienste in der Schlosskapelle. Damit wurde der erste katholische Gottesdienst seit den Tagen der Reformation in Biebrich möglich. Wenige Jahre später, 1830, wurde eine Filialgemeinde der Katholiken Biebrichs und Mosbachs gegründet. Ab 1845 gab es eine deutschkatholische Gemeinde, ab 1851 wurde Geld für den Bau einer Kirche gesammelt. Initiator war der damalige Kaplan Andreas Eberhart. 1865 schenkte Herzog Adolph der 1200-köpfigen Gemeinde einen Bauplatz für die Kirche. Nachdem 1866 das Herzogtum Nassau durch das Königreich Preußen annektiert worden war, verließ die herzogliche Familie das Schloss. Dadurch wurde es möglich, in der herzoglichen Loge in der Schlosskapelle ein Tabernakel aufzustellen.
Der erste Plan für den Kirchenbau wurde 1869 von Baurat Richard Görz vorgelegt. Er sah eine neoromanische Kirche vor. Dieser Plan wurde jedoch abgelehnt. Der 1870 gegründete Kirchenbauverein und das bischöfliche Ordinariat billigten stattdessen schließlich 1872 den Entwurf des Architekten Hugo Schneider. 1873 erfolgte die baupolizeiliche Genehmigung und am 19. April 1874 wurde der Grundstein gelegt. Die Bauaufsicht übernahm Baurat Eduard Zais. Kaiser Wilhelm I. stiftete Bronze aus französischen Geschützen aus dem Deutsch-Französischen Krieg von 1870/71 für den Glockenguss, der am 21. September 1876 bei Andreas Hamm in Frankenthal erfolgte. Die beiden Glocken erhielten die Namen Maria und Andreas.
Am 3. Oktober 1876 weihte der Bischof Joseph Blum aus Limburg die neue Kirche. 1884 erhielt sie ihre erste Orgel, die von Heinrich Voigt aus Igstadt stammte. 1887 wurde die Kirche um einen geschnitzten Kreuzweg ergänzt, 1890 wurde nachträglich der Kirchturm angebaut. Beichtstühle, eine Marien- und eine Josephsfigur, Kanzel und Leuchter wurden im selben Jahr gestiftet.
Im Zweiten Weltkrieg wurden die beiden Glocken der Kirche zu Rüstungszwecken eingeschmolzen. Eine weitere Kriegsfolge war die Zerstörung etlicher Fenster der Marienkirche. Erhalten blieben zwei Fenster von 1910 und 1916, die heute an der Westseite der Kirche eingebaut sind. Sie zeigen Motive aus dem Leben Jesu, nämlich einerseits den zwölfjährigen Jesus im Tempel und die Flucht aus Ägypten, andererseits Stationen seines Leidenswegs.

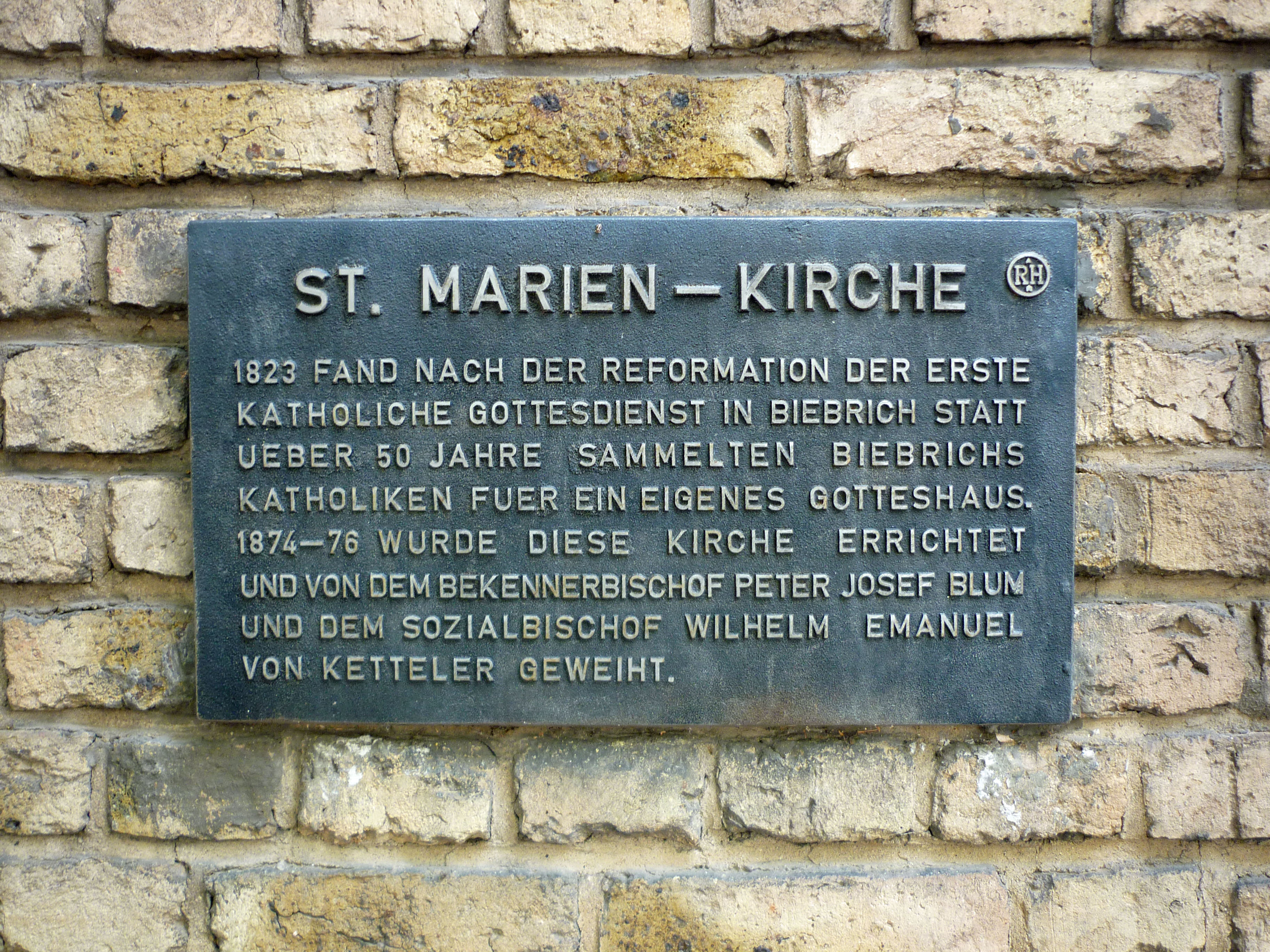
Informationstafel an der St. Marien-Kirche.

In der Nachkriegszeit wurde die Kirche renoviert und umgestaltet. Der Chor erhielt 1954 drei neue Fenster, darunter eines von Josef Henseler, auf dem die Marienkrönung zu sehen war. Die übrigen Fenster wurden neu gefasst, Wandmalereien aus der Errichtungszeit wurden ebenso wie neugotische Verzierungen und der Altaraufbau entfernt. Vier Figuren vom Altar, St. Elisabeth, Hubert, Kilian und Eugenia blieben im Chorraum erhalten. Ab 1958 hatte die Kirche wieder ein Geläute, diesmal mit vier Glocken.
Weitere Veränderungen wurden in den 1970er Jahren vorgenommen. 1974 wurden neue Fenster im Taufchor mit Darstellungen zu Taufe und Firmung von Josef Henseler eingebaut, 1977 wurden auch die Fenster des Sakramentschors ersetzt. Die Motive der neuen Fenster, ebenfalls von Henseler, bezogen sich auf die Eucharistie und die Auferstehung. In der Sakramentskapelle befindet sich eine Pietà, darunter Lamm und Pelikan von der alten Kommunionbank von 1867. Auch der lehrende Christus von der alten Kanzel, die entfernt wurde, befindet sich nun in der Sakramentskapelle.
1978 folgte noch die Ersetzung des Tympanons über dem Hauptportal, wo nun die Anbetung der drei Weisen zu sehen war, und 1982 kamen Chorfenster von Hermann Gottfried hinzu, die die Verkündigung und Menschwerdung zeigten.
1981 wurde durch die Firma Hugo Mayer aus Heusweiler die alte Orgel ersetzt, die 1985 noch um eine Chororgel ergänzt wurde. 1983 erhielt St. Marien eine neue Rosette an der Westseite.